# 야시카 마이크로텍 줌 70
야시카 마이크로텍 줌 70(Yashica Microtec Zoom 70)은 교세라가 만든 컴팩트 줌 랜즈 카메라다.

## 사양
- 적외선 능동 자동포커스.
- 파워 줌 35-70mm,  조리개 f/4.5-8.3
- 최소 초점 거리: 60cm.
- 초점-록 표시기가 있는 줌잉 뷰파인더.
- 다중 플래시 모드.
- 10초 셀프 타이머.
- 필림 전진: 모터 감기 및 자동 되감기.
- 전원: 1 CR123A 리튬 배터리.
- 치수: 4.6x2.6x1.6 인치.
- 무게: 226g